# 24 Horas de Le Mans de 1982
As 24 Hours of Le Mans de 1982 foi o 50º grande prêmio automobilístico das 24 Horas de Le Mans, tendo acontecido nos dias 19 e 20 de junho 1982 em Le Mans, França no autódromo francês, Circuit de la Sarthe.

## Resultados Finais

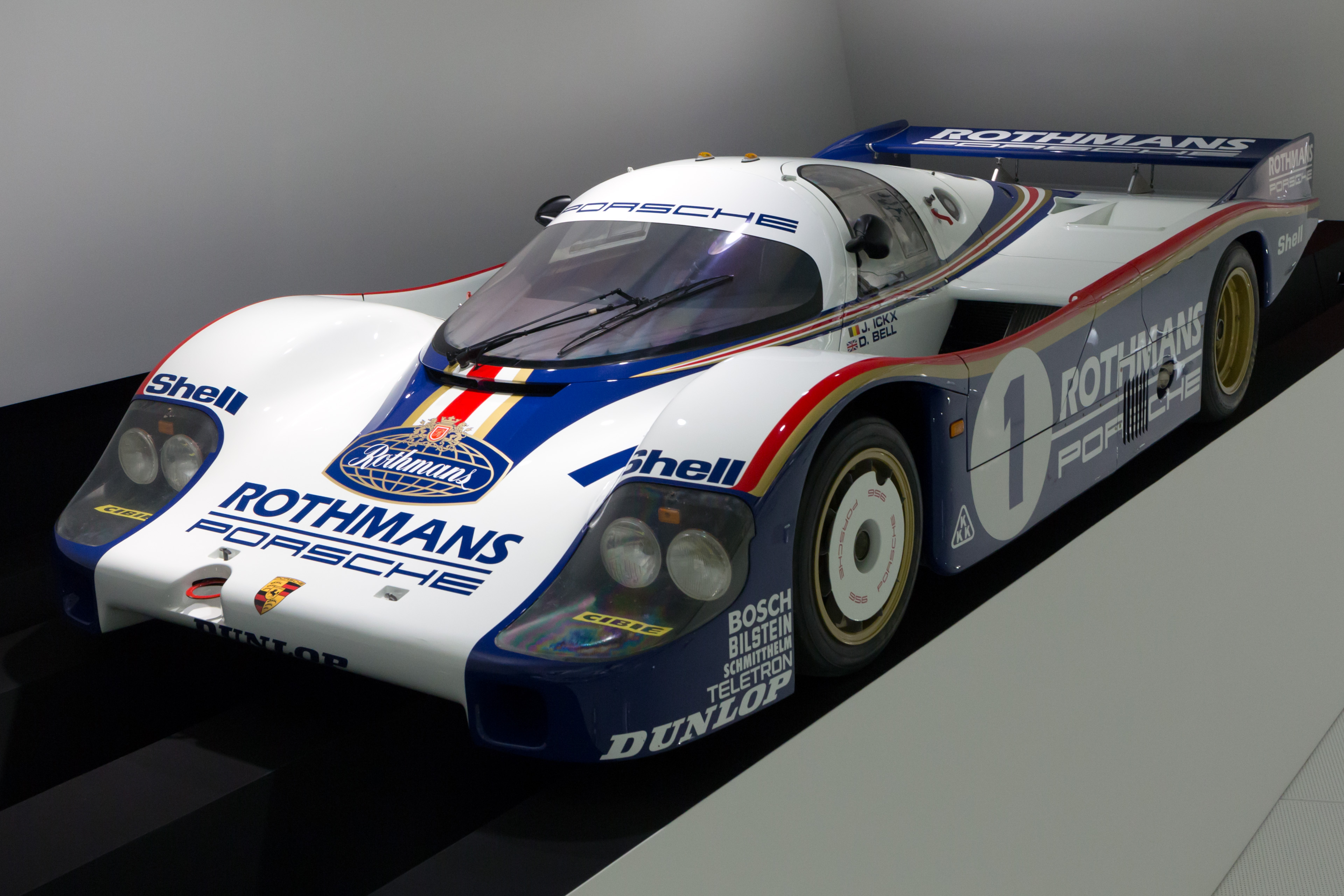
1. 1 Rothmans Porsche 956

| Pos    | Class    | No | Equipe                             | Pilotos                                                | Chassis                              | Pneus | Voltas |
| Pos    | Class    | No | Equipe                             | Pilotos                                                | Motor                                | Pneus | Voltas |
| ------ | -------- | -- | ---------------------------------- | ------------------------------------------------------ | ------------------------------------ | ----- | ------ |
| 1      | C        | 1  | Rothmans Porsche System            | Jacky Ickx Derek Bell                                  | Porsche 956                          | D     | 359    |
| 1      | C        | 1  | Rothmans Porsche System            | Jacky Ickx Derek Bell                                  | Porsche Type-935 2.6L Turbo Flat-6   | D     | 359    |
| 2      | C        | 2  | Rothmans Porsche System            | Jochen Mass Vern Schuppan                              | Porsche 956                          | D     | 356    |
| 2      | C        | 2  | Rothmans Porsche System            | Jochen Mass Vern Schuppan                              | Porsche Type-935 2.6L Turbo Flat-6   | D     | 356    |
| 3      | C        | 3  | Rothmans Porsche System            | Hurley Haywood Al Holbert Jürgen Barth                 | Porsche 956                          | D     | 340    |
| 3      | C        | 3  | Rothmans Porsche System            | Hurley Haywood Al Holbert Jürgen Barth                 | Porsche Type-935 2.6L Turbo Flat-6   | D     | 340    |
| 4      | IMSA GTX | 79 | John Fitzpatrick Racing            | John Fitzpatrick David Hobbs                           | Porsche 935/78 "Moby-Dick"           | G     | 329    |
| 4      | IMSA GTX | 79 | John Fitzpatrick Racing            | John Fitzpatrick David Hobbs                           | Porsche Type-935 2.7L Turbo Flat-6   | G     | 329    |
| 5      | IMSA GTX | 78 | Cooke Racing - BP                  | Dany Snobeck François Sérvanin René Metge              | Porsche 935 K3                       | G     | 325    |
| 5      | IMSA GTX | 78 | Cooke Racing - BP                  | Dany Snobeck François Sérvanin René Metge              | Porsche Type-935 2.8L Turbo Flat-6   | G     | 325    |
| 6      | IMSA GTX | 70 | Prancing Horse Farm Racing         | Pierre Dieudonné Carson Baird Jean-Paul Libert         | Ferrari 512BB/LM                     | M     | 322    |
| 6      | IMSA GTX | 70 | Prancing Horse Farm Racing         | Pierre Dieudonné Carson Baird Jean-Paul Libert         | Ferrari 4.9L Flat-12                 | M     | 322    |
| 7      | C        | 32 | Viscount Downe Pace Petroleum      | Ray Mallock Simon Phillips Mike Salmon                 | Nimrod NRA/C2                        | A     | 317    |
| 7      | C        | 32 | Viscount Downe Pace Petroleum      | Ray Mallock Simon Phillips Mike Salmon                 | Aston Martin-Tickford DP1229 5.3L V8 | A     | 317    |
| 8      | Gr.5     | 60 | Charles Ivey Racing                | John Cooper Paul Smith Claude Bourgoignie              | Porsche 935 K3                       | D     | 316    |
| 8      | Gr.5     | 60 | Charles Ivey Racing                | John Cooper Paul Smith Claude Bourgoignie              | Porsche Type-935 3.1L Turbo Flat-6   | D     | 316    |
| 9      | IMSA GTX | 72 | NART                               | Alain Cudini John Morton John Paul, Jr.                | Ferrari 512BB/LM                     | D     | 306    |
| 9      | IMSA GTX | 72 | NART                               | Alain Cudini John Morton John Paul, Jr.                | Ferrari 4.9L Flat-12                 | D     | 306    |
| 10     | C        | 25 | Primagaz                           | Pierre Yver Bruno Sotty Lucien Guitteny                | Rondeau M379                         | A     | 306    |
| 10     | C        | 25 | Primagaz                           | Pierre Yver Bruno Sotty Lucien Guitteny                | Ford Cosworth DFV 3.0L V8            | A     | 306    |
| 11     | IMSA GTX | 77 | Garretson Developments             | Anne-Charlotte Verney Bob Garretson Ray Ratcliff       | Porsche 935 K3                       | G     | 299    |
| 11     | IMSA GTX | 77 | Garretson Developments             | Anne-Charlotte Verney Bob Garretson Ray Ratcliff       | Porsche Type-935 2.8L Turbo Flat-6   | G     | 299    |
| 12     | Gr.5     | 66 | Jean-Marie Lemerle Sivama Motor    | Jean-Marie Lemerle Max Cohen-Olivar Joe Castellano     | Lancia Beta Monte Carlo              | D     | 295    |
| 12     | Gr.5     | 66 | Jean-Marie Lemerle Sivama Motor    | Jean-Marie Lemerle Max Cohen-Olivar Joe Castellano     | Lancia 1.4L Turbo I4                 | D     | 295    |
| 13     | Gr.4     | 90 | Richard Cleare Racing              | Richard Cleare Tony Dron Richard Jones                 | Porsche 934                          | D     | 293    |
| 13     | Gr.4     | 90 | Richard Cleare Racing              | Richard Cleare Tony Dron Richard Jones                 | Porsche 3.3L Turbo Flat-6            | D     | 293    |
| 14     | IMSA GTX | 82 | Mazdaspeed Co. Ltd.                | Yojiro Terada Takashi Yorino Allan Moffat              | Mazda RX-7                           | D     | 282    |
| 14     | IMSA GTX | 82 | Mazdaspeed Co. Ltd.                | Yojiro Terada Takashi Yorino Allan Moffat              | Mazda 13B 1.3L 2-Rotor               | D     | 282    |
| 15     | C        | 38 | Bussi Team                         | Christian Bussi Pascal Witmeur Bernard de Dryver       | Rondeau M382                         | D     | 279    |
| 15     | C        | 38 | Bussi Team                         | Christian Bussi Pascal Witmeur Bernard de Dryver       | Ford Cosworth DFL 3.3L V8            | D     | 279    |
| 16     | IMSA GTO | 87 | B.F. Goodrich                      | Jim Busby Doc Bundy Marcel Mignot                      | Porsche 924 Carrera GTR              | BF    | 273    |
| 16     | IMSA GTO | 87 | B.F. Goodrich                      | Jim Busby Doc Bundy Marcel Mignot                      | Porsche 2.0L Turbo I4                | BF    | 273    |
| 17     | IMSA GTO | 81 | Stratagraph Inc.                   | Billy Hagan Gene Felton                                | Chevrolet Camaro                     | G     | 269    |
| 17     | IMSA GTO | 81 | Stratagraph Inc.                   | Billy Hagan Gene Felton                                | Chevrolet 5.7L V8                    | G     | 269    |
| 18     | Gr.5     | 61 | Total                              | Roland Ennequin Michel Gabriel Franco Gasparetti       | BMW M1 Gr.5                          | ?     | 259    |
| 18     | Gr.5     | 61 | Total                              | Roland Ennequin Michel Gabriel Franco Gasparetti       | BMW M88 3.5L I6                      | ?     | 259    |
| 19 NC  | IMSA GTO | 80 | Stratagraph Inc.                   | Dick Brooks Hershel McGriff Tom Williams               | Chevrolet Camaro                     | G     | 141    |
| 19 NC  | IMSA GTO | 80 | Stratagraph Inc.                   | Dick Brooks Hershel McGriff Tom Williams               | Chevrolet 5.7L V8                    | G     | 141    |
| 20 DNF | C        | 4  | Belga Team Joest Racing            | Bob Wollek Jean-Michel Martin Philippe Martin          | Porsche 936C                         | D     | 320    |
| 20 DNF | C        | 4  | Belga Team Joest Racing            | Bob Wollek Jean-Michel Martin Philippe Martin          | Porsche Type-935 2.5L Turbo Flat-6   | D     | 320    |
| 21 DNF | IMSA GTX | 62 | EMKA Productions                   | Steve O'Rourke Richard Down Nick Mason                 | BMW M1 Gr.5                          | D     | 266    |
| 21 DNF | IMSA GTX | 62 | EMKA Productions                   | Steve O'Rourke Richard Down Nick Mason                 | BMW M88 3.5L I6                      | D     | 266    |
| 22 DNF | Gr.5     | 65 | Thierry Perrier Sivama Motor       | Thierry Perrier Bernard Salam Gianni Giudici           | Lancia Beta Monte Carlo              | D     | 219    |
| 22 DNF | Gr.5     | 65 | Thierry Perrier Sivama Motor       | Thierry Perrier Bernard Salam Gianni Giudici           | Lancia 1.4L Turbo I4                 | D     | 219    |
| 23 DNF | Gr.6     | 50 | Martini Racing                     | Riccardo Patrese Hans Heyer Piercarlo Ghinzani         | Lancia LC1                           | P     | 152    |
| 23 DNF | Gr.6     | 50 | Martini Racing                     | Riccardo Patrese Hans Heyer Piercarlo Ghinzani         | Lancia 1.4L Turbo I4                 | P     | 152    |
| 24 DNF | IMSA GTX | 83 | Mazdaspeed Co. Ltd.                | Tom Walkinshaw Chuck Nicholson Peter Lovett            | Mazda RX-7                           | D     | 180    |
| 24 DNF | IMSA GTX | 83 | Mazdaspeed Co. Ltd.                | Tom Walkinshaw Chuck Nicholson Peter Lovett            | Mazda 13B 1.3L 2-Rotor               | D     | 180    |
| 25 DNF | Gr.5     | 75 | Claude Haldi                       | Claude Haldi Rodrigo Terran François Hesnault          | Porsche 935 K3                       | D     | 141    |
| 25 DNF | Gr.5     | 75 | Claude Haldi                       | Claude Haldi Rodrigo Terran François Hesnault          | Porsche Type-935 2.8L Turbo Flat-6   | D     | 141    |
| 26 DNF | C        | 26 | Jacky Haran                        | Vivian Candy Jacky Haran Hervé Poulain                 | Rondeau M379                         | A     | 149    |
| 26 DNF | C        | 26 | Jacky Haran                        | Vivian Candy Jacky Haran Hervé Poulain                 | Ford Cosworth DFV 3.0L V8            | A     | 149    |
| 27 DNF | C        | 10 | WM Esso                            | Roger Dorchy Alain Couderc Guy Fréquelin               | WM P82                               | M     | 112    |
| 27 DNF | C        | 10 | WM Esso                            | Roger Dorchy Alain Couderc Guy Fréquelin               | Peugeot PRV 2.8L Turbo V6            | M     | 112    |
| 28 DNF | C        | 12 | Otis Automobiles Jean Rondeau      | Henri Pescarolo Jean Ragnotti Jean Rondeau             | Rondeau M382                         | D     | 146    |
| 28 DNF | C        | 12 | Otis Automobiles Jean Rondeau      | Henri Pescarolo Jean Ragnotti Jean Rondeau             | Ford Cosworth DFL 4.0L V8            | D     | 146    |
| 29 DNF | IMSA GTO | 86 | B.F. Goodrich                      | Patrick Bedard Paul Miller Manfred Schurti             | Porsche 924 Carrera GTR              | BF    | 128    |
| 29 DNF | IMSA GTO | 86 | B.F. Goodrich                      | Patrick Bedard Paul Miller Manfred Schurti             | Porsche 2.0L Turbo I4                | BF    | 128    |
| 30 DNF | C        | 35 | Courage Competition                | Yves Courage Jean-Philippe Grand Michel Dubois         | Cougar C01                           | ?     | 78     |
| 30 DNF | C        | 35 | Courage Competition                | Yves Courage Jean-Philippe Grand Michel Dubois         | Ford Cosworth DFL 3.3L V8            | ?     | 78     |
| 31 DNF | C        | 11 | Malardeau Automobiles Jean Rondeau | François Migault Gordon Spice Xavier Lapeyre           | Rondeau M382                         | D     | 150    |
| 31 DNF | C        | 11 | Malardeau Automobiles Jean Rondeau | François Migault Gordon Spice Xavier Lapeyre           | Ford Cosworth DFL 4.0L V8            | D     | 150    |
| 32 DNF | IMSA GTO | 85 | Tony Garcia                        | Tony Garcia Fred Stiff Albert Naon                     | BMW M1                               | G     | 104    |
| 32 DNF | IMSA GTO | 85 | Tony Garcia                        | Tony Garcia Fred Stiff Albert Naon                     | BMW M88 3.5L I6                      | G     | 104    |
| 33 DNF | C        | 9  | WM Esso                            | Jean-Daniel Raulet Didier Theys Michel Pignard         | WM P82                               | M     | 127    |
| 33 DNF | C        | 9  | WM Esso                            | Jean-Daniel Raulet Didier Theys Michel Pignard         | Peugeot PRV 2.8L Turbo V6            | M     | 127    |
| 34 DNF | C        | 36 | Dome Co. Ltd.                      | Chris Craft Eliseo Salazar                             | Dome RC82                            | D     | 85     |
| 34 DNF | C        | 36 | Dome Co. Ltd.                      | Chris Craft Eliseo Salazar                             | Ford Cosworth DFL 3.3L V8            | D     | 85     |
| 35 DNF | C        | 24 | Otis - Automobiles Jean Rondeau    | Jean-Pierre Jaussaud Henri Pescarolo                   | Rondeau M382                         | D     | 111    |
| 35 DNF | C        | 24 | Otis - Automobiles Jean Rondeau    | Jean-Pierre Jaussaud Henri Pescarolo                   | Ford Cosworth DFL 4.0L V8            | D     | 111    |
| 36 DNF | Gr.6     | 51 | Martini Racing                     | Michele Alboreto Teo Fabi Rolf Stommelen               | Lancia LC1                           | P     | 92     |
| 36 DNF | Gr.6     | 51 | Martini Racing                     | Michele Alboreto Teo Fabi Rolf Stommelen               | Lancia 1.4L Turbo I4                 | P     | 92     |
| 37 DNF | C        | 14 | March Racing                       | Eje Elgh Jeff Wood Patrick Nève                        | March 82G                            | G     | 78     |
| 37 DNF | C        | 14 | March Racing                       | Eje Elgh Jeff Wood Patrick Nève                        | Chevrolet 5.8L V8                    | G     | 78     |
| 38 DNF | C        | 7  | Ford-Werke AG Zakspeed             | Manfred Winkelhock Klaus Niedzwiedz                    | Ford C100                            | G     | 71     |
| 38 DNF | C        | 7  | Ford-Werke AG Zakspeed             | Manfred Winkelhock Klaus Niedzwiedz                    | Ford Cosworth DFL 4.0L V8            | G     | 71     |
| 39 DNF | IMSA GTO | 84 | Canon Cameras GTi Engineering      | Richard Lloyd Andy Rouse                               | Porsche 924 Carrera GTR              | ?     | 77     |
| 39 DNF | IMSA GTO | 84 | Canon Cameras GTi Engineering      | Richard Lloyd Andy Rouse                               | Porsche 2.0L Turbo I4                | ?     | 77     |
| 40 DNF | C        | 16 | Ultramar Team Lola                 | Guy Edwards Nick Faure Rupert Keegan                   | Lola T610                            | A     | 72     |
| 40 DNF | C        | 16 | Ultramar Team Lola                 | Guy Edwards Nick Faure Rupert Keegan                   | Ford Cosworth DFL 4.0L V8            | A     | 72     |
| 41 DNF | C        | 20 | BASF Cassetten Team GS Sport       | Hans Joachim Stuck Jean-Louis Schlesser Dieter Quester | Sauber SHS C6                        | D     | 76     |
| 41 DNF | C        | 20 | BASF Cassetten Team GS Sport       | Hans Joachim Stuck Jean-Louis Schlesser Dieter Quester | Ford Cosworth DFL 4.0L V8            | D     | 76     |
| 42 DNF | C        | 19 | BASF Cassetten Team GS Sport       | Walter Brun Siegfried Müller Jr.                       | Sauber SHS C6                        | D     | 55     |
| 42 DNF | C        | 19 | BASF Cassetten Team GS Sport       | Walter Brun Siegfried Müller Jr.                       | Ford Cosworth DFL 4.0L V8            | D     | 55     |
| 43 DNF | C        | 6  | Ford-Werke AG Zakspeed             | Klaus Ludwig Marc Surer Manfred Winkelhock             | Ford C100                            | G     | 67     |
| 43 DNF | C        | 6  | Ford-Werke AG Zakspeed             | Klaus Ludwig Marc Surer Manfred Winkelhock             | Ford Cosworth DFL 4.0L V8            | G     | 67     |
| 44 DNF | C        | 39 | Dorset Racing Associates           | Mike Wilds François Duret Ian Harrower                 | De Cadenet-Lola LM                   | ?     | 56     |
| 44 DNF | C        | 39 | Dorset Racing Associates           | Mike Wilds François Duret Ian Harrower                 | Ford Cosworth DFV 3.0L V8            | ?     | 56     |
| 45 DNF | Gr.6     | 55 | Chevron Racing Cars                | Martin Birrane John Sheldon Neil Crang                 | Chevron B36                          | A     | 57     |
| 45 DNF | Gr.6     | 55 | Chevron Racing Cars                | Martin Birrane John Sheldon Neil Crang                 | Ford Cosworth BDX 2.0L I4            | A     | 57     |
| 46 DNF | IMSA GTX | 71 | Charles Pozzi Ferrari France       | Jean-Claude Andruet Claude Ballot-Lena                 | Ferrari 512BB/LM                     | M     | 57     |
| 46 DNF | IMSA GTX | 71 | Charles Pozzi Ferrari France       | Jean-Claude Andruet Claude Ballot-Lena                 | Ferrari 4.9L Flat-12                 | M     | 57     |
| 47 DNF | C        | 31 | Nimrod Racing Automobiles Ltd.     | Tiff Needell Bob Evans Geoff Lees                      | Nimrod NRA/C2                        | A     | 55     |
| 47 DNF | C        | 31 | Nimrod Racing Automobiles Ltd.     | Tiff Needell Bob Evans Geoff Lees                      | Aston Martin-Tickford DP1229 5.3L V8 | A     | 55     |
| 48 DNF | C        | 30 | Michel Lateste                     | Hubert Striebig Michel Lateste Jacques Heulcin         | URD C81                              | D     | 45     |
| 48 DNF | C        | 30 | Michel Lateste                     | Hubert Striebig Michel Lateste Jacques Heulcin         | BMW M88 3.5L I6                      | D     | 45     |
| 49 DNF | IMSA GTX | 73 | T-Bird Racing NART                 | Preston Henn Randy Lanier Denis Morin                  | Ferrari 512BB/LM                     | M     | 43     |
| 49 DNF | IMSA GTX | 73 | T-Bird Racing NART                 | Preston Henn Randy Lanier Denis Morin                  | Ferrari 4.9L Flat-12                 | M     | 43     |
| 50 DNF | Gr.5     | 64 | Edgar Dören                        | Edgar Dören Billy Sprowls Antonio Contreras            | Porsche 935 K3                       | D     | 39     |
| 50 DNF | Gr.5     | 64 | Edgar Dören                        | Edgar Dören Billy Sprowls Antonio Contreras            | Porsche Type-935 3.0L Turbo Flat-6   | D     | 39     |
| 51 DNF | C        | 29 | Garretson Developments             | Bobby Rahal Skeeter McKitterick Jim Trueman            | March 82G                            | G     | 28     |
| 51 DNF | C        | 29 | Garretson Developments             | Bobby Rahal Skeeter McKitterick Jim Trueman            | Chevrolet 5.8L V8                    | G     | 28     |
| 52 DNF | C        | 17 | Cooke Racing - Malardeau           | Brian Redman Ralph Kent-Cooke Jim Adams                | Lola T610                            | G     | 28     |
| 52 DNF | C        | 17 | Cooke Racing - Malardeau           | Brian Redman Ralph Kent-Cooke Jim Adams                | Ford Cosworth DFL 4.0L V8            | G     | 28     |
| 53 DNF | IMSA GTX | 76 | Bob Akin Motor Racing              | Bob Akin David Cowart Kenper Miller                    | Porsche 935L                         | G     | 15     |
| 53 DNF | IMSA GTX | 76 | Bob Akin Motor Racing              | Bob Akin David Cowart Kenper Miller                    | Porsche Type-935 2.8L Turbo Flat-6   | G     | 15     |
| 54 DNF | C        | 5  | Porsche Kremer Racing              | Ted Field Danny Ongais Bill Whittington                | Porsche-Kremer CK5                   | G     | 25     |
| 54 DNF | C        | 5  | Porsche Kremer Racing              | Ted Field Danny Ongais Bill Whittington                | Porsche Type-935 2.3L Turbo Flat-6   | G     | 25     |
| 55 DNF | C        | 37 | Grid Racing                        | Desiré Wilson Emilio de Villota Alain de Cadenet       | Grid Plaza S1                        | D     | 7      |
| 55 DNF | C        | 37 | Grid Racing                        | Desiré Wilson Emilio de Villota Alain de Cadenet       | Ford Cosworth DFL 3.3L V8            | D     | 7      |

Legenda :DNQ = Não largou - DNF = Abandono - NC = Não classificado - DSQ= Desqualificado